# Saccopharynx berteli
Saccopharynx berteli – gatunek morskiej ryby głębinowej z rodziny gardzielcowatych (Saccopharyngidae). 

## Opis
Gatunek opisany na podstawie pojedynczego okazu, złowionego w grudniu 1977 roku w Pacyfiku, między 4°01'N 150°11'W' a 4°11'N 150°13'W. Nazwa honoruje ichtiologa Erika Bertelsena. Gatunek batypelagiczny, przypuszczalnie żyje na głębokości poniżej 1100 m p.p.m. Cechami wyróżniającymi ten gatunek są m.in. bardziej dogłowowe ustawienie płetw grzbietowej i odbytowej (odległość od przodu ciała do płetwy grzbietowej i od płetwy odbytowej wynoszą, odpowiednio, 9,3% i 11'5% długości całkowitej ryby); narząd świetlny na końcu ogona jest smukły i prostej budowy, brak skupisk tkanki fotoforowej w przedniej części ciała. Liczba promieni w płetwie grzbietowej wynosi ponad 235, w płetwie odbytowej co najmniej 257.

## Występowanie
Środkowy Pacyfik na głębokości do ponad 1000 m.

## Charakterystyka
Dorasta do 90 cm długości